# The Adventures of Captain Zoom in Outer Space
The Adventures of Captain Zoom in Outer Space (no Brasil, As Aventuras do Capitão Zoom no Espaço) é um telefilme estadunidense dirigido por Max Tash em 1995.
Este filme segue as aventuras do ator dos anos 1950 Ty Farrell (Riordan), que interpreta o personagem-título em um programa de televisão semelhante ao séries de televisão e seriado cinematográficos de ficção científica, tais como Flash Gordon, Buck Rogers e Space Patro, The Adventures of Captain Zoom in Outer Space.

## Enredo
No distante planeta Pangea, uma transmissão da série de TV The Adventures of Captain Zoom in Outer Space é vista pelo gênio infantil e irmão da líder das forças nativas Tyra. Tyra foi capturada pelo tirânico Lord Vox of Vestron, cujo povo, após alguns catástrofe global, migrou para as estrelas da Pangea há milhares de anos e agora busca recuperar o antigo conhecimento perdido de seu povo.
Lord Vox pretende fazer isso conquistando Pangea, seu antigo mundo natal, e com o conhecimento, reconstruindo-o como a sede de seu império. Em seu desespero, o irmão de Tyra traz o Capitão Zoom para Pangea com a esperança de que ele possa salvar sua irmã e derrotar o Vestrons Infelizmente, o ator que interpreta o Capitão Zoom não possui nenhuma das qualidades heroicas de Zoom, mas é arrogante e egoísta.
Embora o Capitão Zoom esteja relutante em liderar os nativos, suas tentativas de explicar que ele é apenas um ator levam os nativos a acreditar que ele é um espião porque "é pago para fingir ser outras pessoas". Ele rapidamente volta atrás, fingindo que os estava testando, e através de várias aventuras e usando suas antigas histórias de televisão como inspiração, ele leva os nativos a uma vitória por padrão quando Lord Vox é transformado em estátua por um antigo guardião.

## Elenco
- Nichelle Nichols como Sagan, Alta Sacerdotisa de Pangea
- Ron Perlman como Lord Vox de Vestron
- Daniel Riordan como Ty Farrell / Capitão Zoom
- Liz Vassey como Princesa Tyra, Líder nativa do Pangea
- Gia Carides como Vesper, Alta Sacerdotisa de  Vestron

## Produção
Feito como um filme de duas horas em Vancouver por Telvan Prods para o MCA-TV Action Pack. Feito como uma comédia de ação e aventura. O design dos navios foi parcialmente baseado no livro com foco nos 1950 Cars Detroit Never Made. Os criadores desejavam homenagear Buck Rogers e Flash Gordon. Esperava-se que o filme levasse a mais filmes ou uma série Perlman disse que o filme era muito divertido de fazer e esperava que levasse a uma série, que ainda estava em discussão em 1998.

## Recepção
A Variety gostou do filme, especialmente os diálogos rápidos e os comentários feitos pelo ator sobre sua profissão. Os efeitos especiais também foram considerados bons, especialmente porque o orçamento era baixo. (O orçamento foi de US$ 4 milhões). Radio Times deu ao filme 2 de 5 estrelas.